# Дик Схунакер
Дик Схунакер (хол. Dirk Hendricus Schoenaker; рођен је 30. новембра 1952, Еде) је холандски фудбалер који је завршио играчку каријеру, играо је као везни играч. Играо је за Вагенинген, Де Графсхап, Ајакс, Твенте и Витесе.
Већину каријере провео је у Ајаксу, у девет сезона одиграо је 271 утакмицу у првенству и постигао је 86 голова. Шестоструки шампион  и двоструки носилац Купа Холандије у "Ајаксу". За репрезентацију Холандије одиграо је 13 утакмица и постигао шест голова .
У 1978, као део националног тима, постао је освајач сребрне медаље на Светском купу у Аргентини. Тренутно ради као главни менаџер омладинске екипе Ајакса, чији је главни тренер Гери Винк.

## Каријера клуба
Дебитовао је у фудбалу за одрасле 1973. године играјући за клуб Вагенинген, у коме је провео једну сезону, учествујући у 13 првенствених мечева.
Од 1974. до 1976. бранио је боје екипе клуба "Де Графсхап". Својом игром за последњи тим привукао је пажњу тренерског штаба клуба Ајакс у који се придружио 1976. године. За тим из Амстердама играо је наредних девет сезона своје играчке каријере. Већину времена проведеног са Ајаксом био је кључни играч у тиму.
Током 1985. - 1986. године бранио је тимске боје клуба Твенте.
Завршио професионалну играчку каријеру у клубу Витесе, који је за тим играо током 1986. - 1988. година.

## Наступи за репрезентацију
У 1978. је дебитовао у званичним утакмица као део репрезентације Холандије . Током каријере у репрезентацији, која је трајала 8 година, одиграо је само 13 утакмица за репрезентацију, постигавши 6 голова. Као део националног тима био је учесник Светског купа 1978. у Аргентини , где је са својим тимом освојио „сребро“.

## Наслови и достигнућа
- Шампион Холандије (6) :
  - Ајакс : 1977, 1979, 1980, 1982, 1983, 1985